# 와힐라
와힐라(Waheela)는 캐나다 북서 준주 나하니 계곡에 전해져오는 늑대 비슷한 크립티드다. 알래스카와 미시간에도 목격담이 있다. 두세 마리가 무리를 이루어 다니지만, 회색늑대가 그러는 것처럼 거대한 팩을 꾸리지는 않는다고 한다.
이누이트 신화의 아마록과 비슷하다는 의견도 있다.